# Dominus-Julius-Mosaik

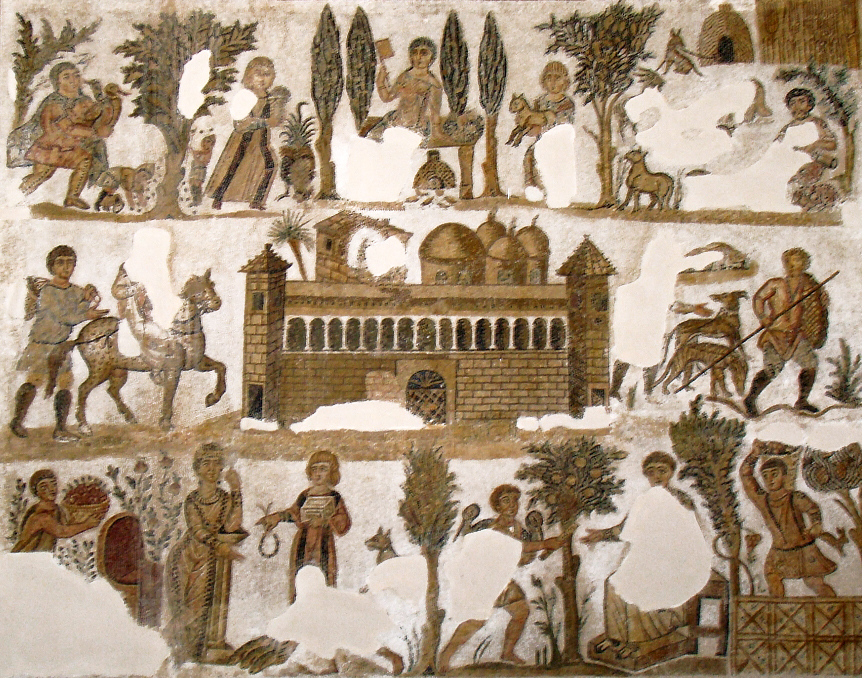
Gesamtansicht des Mosaiks

Das Dominus-Julius-Mosaik ist ein aus Karthago stammendes Bodenmosaik, das sich im  Nationalmuseum von Bardo in Tunis befindet und als eines der Hauptwerke in diesem Museum gilt. Es bedeckt eine Fläche von 5,65 × 4,50 Metern. Man datiert es in das späte 4. Jahrhundert n. Chr.

## Name
Namensgebend war die Szene unten rechts auf dem Mosaik: dem Hausherrn wird eine Schriftrolle überreicht. Alfred Merlin, der den Fund publizierte, erkannte auf dem Schriftstück die Buchstaben IV und DOM, die er ergänzte zu IV(lio) DOM(ino). Er gab dem Mosaik daher den Namen La mosaïque du Seigneur Julius.

## Kontext
Der Ausgräber Alfred Merlin teilte nur wenig über die Fundsituation mit. Das Mosaik stammt demnach aus einem römischen Privathaus in der Stadtmitte des antiken Karthago. Der Raum, der mit dem Mosaik geschmückt war, hatte eine Apsis, in der ein schlecht erhaltenes Mosaik gefunden wurde. Dieser Beschreibung nach scheint es sich um einen Empfangsraum gehandelt zu haben. In der Apsis befand sich wahrscheinlich ein Speisesofa (Stibadium). Die Gruppe, die sich in diesem Alkoven zu einer Mahlzeit eingefunden hatte, konnte dabei den Anblick des Bodenmosaiks genießen.

## Beschreibung des Mosaiks
Thema des Mosaiks ist ein großes römisches Landgut, das im Wechsel der Jahreszeiten reiche Gewinne abwirft. In der Mitte des Mosaiks ist das Landgut selbst abgebildet, das mit seiner Umfassungsmauer und den Ecktürmen einen wehrhaften Eindruck macht. Ein Arkadengang verläuft über die ganze Breite der Vorderfront. Die private Badeanlage der Villa ist als Gruppe von vier überkuppelten Bauten dargestellt.
Um dieses zentrale Motiv gruppieren sich verschiedene Szenen, auf denen dem Herrn und der Herrin des Landguts verschiedene landwirtschaftliche Produkte von Bauern oder Dienern überbracht werden:
- Oben: Enten, Oliven und ein Lamm werden der in der Mitte sitzenden Hausherrin präsentiert.
- Mitte: Der Herr kehrt zu Pferde in seine Villa zurück, während auf der anderen Seite Jäger die Villa verlassen.
- Unten: Der Herrin werden Rosen und Fische überbracht; der Herr hat in seinem Weinberg auf einem Sessel Platz genommen, wo ihm Trauben, ein Hase und zwei Wasservögel angeliefert werden sowie eine Buchrolle, auf der sein Name steht.

Das mehrfach wiederholte Motiv des Überreichens veranschaulichte, dass das Landgut mit den Menschen, die dort arbeiteten, und allen seinen landwirtschaftlichen Produkten dem Eigentümer-Ehepaar ganz zur Verfügung stand.
Nordafrikanische Mosaiken, die Themen des Landlebens behandeln, stellten nicht die Realität dar; es ging um prestigeträchtige Lebensmittel. Wildbret und Geflügel wurden stärker ins Bild gerückt als domestizierte Tiere. Das trifft auch auf das Dominus-Julius-Mosaik zu. Der Wechsel der Jahreszeiten wird im Mosaik wie folgt angedeutet: Frühling (Rosen)  – Sommer (Herde) – Herbst (Trauben) – Winter (Oliven).